# Dubstep
Dubstep é um gênero de música eletrônica que se originou no Sul de Londres, Inglaterra em meados finais da década de 1990. O site de música Allmusic descreveu seu som como "linhas de baixo muito fortes e padrões de bateria reverberantes, samples cortadas e vocais ocasionais."
Suas origens remontam ao ano de 1999, sendo caracterizado por lançamentos em B-sides de discos 2-step garage. Essas faixas foram remixes mais experimentais, com menos ênfase nos vocais, e tentava incorporar elementos de breakbeat e drum and bass no 2-step. Em 2002, estas e outras músicas de dark garage começavam a ser exibidas e promovidas nas noites do London's night club Plastic People, na noite de "Forward", passando a ser consideravelmente influente para o desenvolvimento do dubstep. O termo "dubstep", em referência a um gênero de música começou a ser usado por volta de 2002 por grupos como Big Apple, Ammunition e Tempa, logo a criação desses remixes começaram a se tornar mais visíveis e distintos de 2-step e grime.
Um apoiador antigo do dubstep era o DJ John Peel da BBC Radio 1, que começou a tocar o gênero a partir de 2003. Em 2004, último ano de seu programa, seus ouvintes votaram em Distance, Digital Mystikz, e Plastician (anteriormente Plasticman) no "Top 50 do Ano" de seu programa. O dubstep começou a se espalhar para além de pequenas cenas locais no final de 2005 e início de 2006; muitos sites dedicados ao gênero surgiram na internet, ajudando no crescimento da cena, como dubstepforum, o site de download Barefiles, e blogs como gutterbreakz. Ao mesmo tempo, o gênero estava recebendo ampla cobertura em revistas de música como The Wire e publicações online, tais como Pitchfork Media, com uma categoria The Month In: Grime/Dubstep. O interesse em dubstep cresceu significativamente quando a DJ Mary Anne Hobbs da BBC Radio 1 começou a defender o gênero, com um programa dedicado ao dubstep (intitulado "Dubstep Warz") em janeiro de 2006.
No final da década, o gênero começou a se tornar mais bem-sucedido comercialmente no Reino Unido, com mais singles e remixes que entravam nas paradas musicais. Jornalistas e críticos de música também notavam uma influência do dubstep no trabalho de vários artistas pop. Nesta altura, os produtores também começaram a fundir elementos do som dubstep original com outras influências, criando gêneros novos.
Em 2006, o estilo se consolidou com o lançamento de 4 álbuns: "Memories of the Future", do Kode 9; "Burial", auto-intitulado álbum de estreia do produtor anônimo londrino Burial; "Copyright Laws", de MRK1 (Markone); e "Skream!", de Skream (Oliver Jones).
Em 2010, com o lançamento da EP Scary monsters and nice sprites, o produtor musical americano Skrillex foi responsável por uma nova explosão de popularidade do gênero, bem como drásticas mudanças em sua estrutura, criando assim o subgênero Brostep, forma atualmente mais popular de dubstep. Após Scary monsters and nice sprites consolidar esta nova era para o género, vários outros produtores de brostep começaram a surgir, tais como Zomboy, Knife party e Virtual Riot. Perdendo muito de sua origem, nos anos iniciais, apesar de manter o alto use de basses e foco na sub-bass, assim como o BPM de 140, brostep buscou a maioria de suas características de gêneros como Electro House e Glitch, tornando-se muito semelhante a complextro. Muitos creditam a real invenção do subgênero Brostep ao produtor musical Rusko, e não a Skrillex, usando como exemplo músicas de dubstep com um estilo muito semelhante a Brostep feitas por rusko em meados de 2007.

## Características
O gênero é marcado pelo uso intenso de sub graves, sendo quase que como uma adoração aos sons de frequências baixas e também marcados pelos "bass drops" ao fim da introdução da música, em geral aos 16 ou 32 compassos, onde os elementos mais dominantes na estrutura da música são introduzidos de forma impactante, também é marcado pela composição polirrítmica.
As raízes do dubstep estão nas versões mais experimentais de produtores de UK garage, buscando incorporar elementos de drum and bass no 2-step do Sul de Londres. Alguns artistas dubstep também incorporaram uma variedade externa, de techno, como Basic Channel, até música clássica e heavy metal.

## Ritmo
O ritmo do dubstep é geralmente sincopado, quase sempre na gama de 138-142 bpm com um clap ou snare geralmente inserido a cada terceira batida. Em seus estágios iniciais, o dubstep foi muitas vezes mais percussivo, com mais influências do 2-step. Muitos produtores também experimentavam samples semelhantes a tribal drums, um exemplo é Loefah na faixa "Truly Dread".

## Brostep

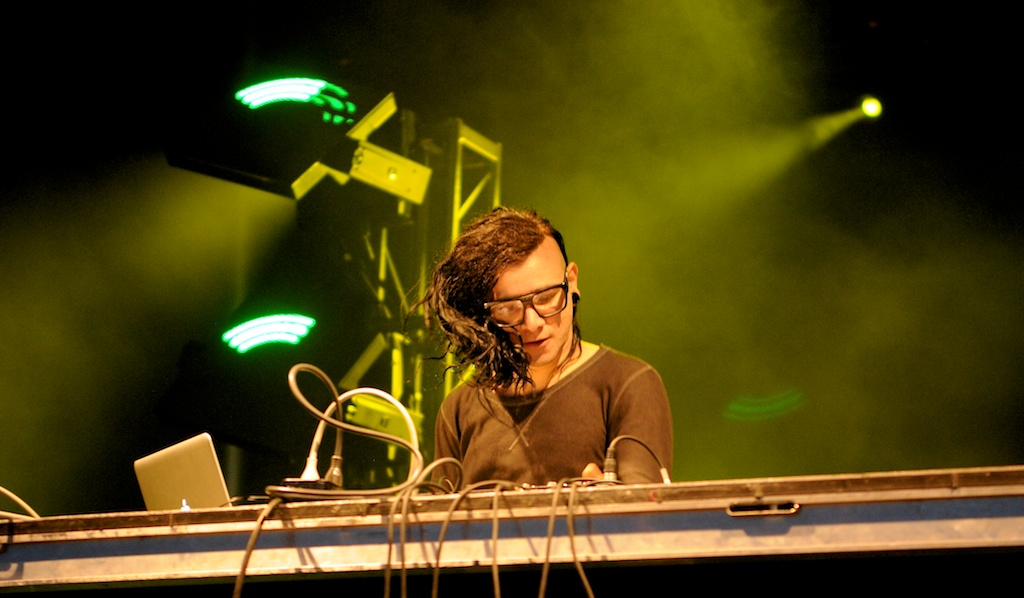
Skrillex, muito creditado pela popularização do subgênero Brostep

Brostep é um subgênero/variação mais agressiva de Dubstep, com um foco menor nas frequências de bass e subbass e maior nas freqüências medias/altas. O subgênero mantém as características de 140 BPM, assim como o ritmo sincopado e o Clap ou Snare a cada terceira batida, normalmente contando com um kick na primeira. Atualmente, Brostep é o subgênero mais popular de Dubstep, devido à grande explosão do gênero após o lançamento da EP Scary monsters and Nice sprites, por Skrillex. Desde essa explosão, Dubstep passou de ser uma música alternativa de UK Garage para se tornar um gênero extremamente influente em grandes audiências pelo mundo.
A invenção do gênero Brostep é creditada ao produtor britânico Rusko, que criou músicas de Dubstep mais agressivas desde 2007. Em uma entrevista, Rusko afirmou que brostep era “sua culpa”, e que agora, começou a odiá-lo de certa forma; “É como alguém gritando na sua cara… você não quer isso” afirmou, na mesma entrevista. No entanto, o produtor musical Skrillex foi, em grande parte, responsável por popularizar o gênero e definir a maioria de suas características. Sua EP, Scary monsters and Nice sprites, vendeu mais de 2 000 000 (dois milhões) de cópias no mundo todo. Após o gênero ter consolidado sua influência, vários outros artistas começaram a produzir esse estilo de música, como Datsik, Knife Party e, posteriormente, Zomboy e virtual riot.
Diferentemente do estilo original/old school de Dubstep, Brostep tem um foco infinitamente menor na percussão e nos sons de baixa frequência, focando mais em frequências medias/altas. Outra grande diferença foi a substituição da Wobble Bass pela Growl Bass e o uso constante  de sons de alta frequencia semelhantes a glitches sonoros. A perda de semelhanças com Dub e Garage também é notável, com o subgênero se aproximando muito mais de glitch, complextro e Electro house.

## Wobble bass
Uma característica de algumas vertentes do dubstep é um tipo de linha de baixo chamada wobble bass, conhecido como "wub". Este estilo de bass é normalmente produzido por meio de um oscilador de baixa frequência para manipular o volume, distorção o cuttoff do filtro, e etc. O Wobble bass é uma característica muito importante no Old School Dubstep (que seria, numa tradução mais coloquial, como o "Dubstep Antigo" ou "Dubstep Tradicional"), como nas primeiras músicas do gênero, que surgiram no final dos anos 90, início dos anos 2000, mesmo assim, muitos artistas utilizam o Wobble bass nas músicas atuais de Dubstep. Por mais que o Wooble Bass seja uma característica muito importante do gênero, ele vem perdendo cada vez mais espaço com a utilização do "Growl" (rugido, numa tradução livre) das músicas mais recentes, que seria um som feito por sintetizadores semelhante a rugidos, muitas vezes lembrado na Internet como sendo sons parecidos com as criaturas fictícias da cultura pop "Transformes". O Growl vem sendo, nos últimos anos, amplamente utilizado pelos artistas atuais do gênero, tais como Skrillex, Zomboy, Knife Party, Must Die!, Virtual Riot, e artistas com estilos semelhantes. Umas das características do Wobble Bass, geralmente, é ser bastante "grave" e "profundo". o Wobble bass é lembrado por possuir bastante baixas frequências, assim dando razão à ideia de que dubstep, ao menos Old School dubstep (ou "Dubstep Antigo"), é a música com menores frequências já feitas.

## Principais Artistas
Entre os principais artistas de Dubstep podemos citar Krewella, Fire Punch, Skream, Mala, Benga, Burial, Loefah, Coki, El B, Zomby.
No estilo atual, mais conhecido como Brostep, temos Skrillex, Zomboy, Knife Party, Must Die!, Kill The Noise, Datsik, Excision, Bear Grillz, Virtual Riot.

## Bass drop
Muitas faixas de dubstep incorporam um ou mais bass drops, uma característica herdada do drum and bass. Normalmente, a percussão vai parar, muitas vezes reduzindo a faixa ao silêncio, e então retoma com mais intensidade, acompanhada por um dominante subbass. Após a popularizalção do dubstep moderno, ou brostep, os bass drops passaram a ser uma das características mais importantes do gênero, estando presentes em quase todas as músicas.